# خطای ۴۰۷، تأیید هویت پراکسی الزامی است
خطای ۴۰۷، تأیید هویت پراکسی الزامی است (انگلیسی: 407 Proxy Authentication Required)، هفتمین اپیزود از فصل چهارم مجموعهٔ تلویزیونی آمریکایی درام دلهره‌آور آقای ربات است. این اپیزود توسط خالق سریال آقای ربات، یعنی سم اسماعیل نوشته و کارگردانی شده‌است. رامی ملک، کریستین اسلیتر، گلوریا روبن و الیوت ویلار بازیگران اصلی اپیزود هستند.
تأیید هویت پراکسی الزامی است نخستین بار در تاریخ ۱۷ نوامبر ۲۰۱۹ از طریق شبکه یواس‌ای نتورک روی آنتن رفت. اپیزود با تحسین گسترده منتقدان و تماشاگران همراه بود و در زمینه نویسندگی، کارگردانی، فیلم‌برداری، اجرای تیم بازیگری و به خصوص اجرای ملک تحسین شد. پیچش پایانی اپیزود که یکی از مهم‌ترین اتفاقات سریال را رقم می‌زند مورد ستایش قرار گرفت. تأیید هویت پراکسی الزامی است توسط بسیاری از منتقدان به عنوان یکی از بهترین اپیزودهای تاریخ تلویزیون و بهترین اپیزود در میان سریال‌های سال ۲۰۱۹ انتخاب شد. اسماعیل برای نوشتن فیلم‌نامه این اپیزود، در هفتادوهفتمین دوره انجمین نویسندگان آمریکا نامزد دریافت جایزه بهترین فیلم‌نامه شد.

## داستان
داستان و فضای اپیزود همچون نمایشنامه‌ها و نمایش تئاتر به پنج پرده تقسیم شده‌است. ورا که از طریق کریستا متوجه بیماری اختلال تجزیه هویت الیوت شده و به هویت آقای ربات پی برده، سعی می‌کند با دزدیدن کریستا و تحت فشار قرار دادن الیوت، او را مجبور به همکاری با خود کند. تمام اتفاقات اپیزود در آپارتمان الیوت و از طریق گفتگوهای بین الیوت، آقای ربات، کریستا و ورا با یکدیگر رخ می‌دهد. در پایان، الیوت متوجه راز هولناکی می‌شود که ریشه در کودکی پر از درد خود دارد.

## بازیگران
- رامی ملک
- کریستین اسلیتر
- گلوریا روبن
- الیوت ویلار